# فرانکو فابریتسی
فرانکو فابریتسی ((به ایتالیایی: Franco Fabrizi)؛ ‏ ۱۵ فوریهٔ ۱۹۱۶ – ۱۸ اکتبر ۱۹۹۵) بازیگر اهل ایتالیا بود.
از فیلم‌ها یا برنامه‌های تلویزیونی که وی در آن نقش داشته است، می‌توان به به بانو تجاوز شده است، باکره کوچک، حقایق قتل، یک بار دیگر پیش از رفتنمان، ارتباط ایتالیایی، شب‌های کابیریا، پرندگان، زنبورهای عسل و ایتالیایی‌ها، مرگ در ونیز، ساتیریکون، رفیقه‌ها، شفق قطبی، پلیس قاتل، فروشگاه بزرگ، قطار شب به میلان، ژنرال ایستاده می‌خوابد و اکشن اشاره کرد.